# OPC Foundation
OPC Foundation – organizacja, której zadaniem jest zapewnienie szerokich możliwości współdziałania w dziedzinie automatyki, poprzez tworzenie i utrzymywanie otwartego standardu komunikacyjnego umożliwiającego przekazywanie danych procesowych, danych o alarmach i zdarzeniach, danych historycznych oraz danych wsadowych do urządzeń różnych producentów. Tym otwartym standardem jest standard OPC.
OPC Foundation zrzesza ponad trzysta firm w tym takie jak: ABB, CAS, GE Fanuc, Matrikon, Panasonic, Rockwell, Siemens AG, Toshiba, Wonderware, Yokogawa.